# MTW-82

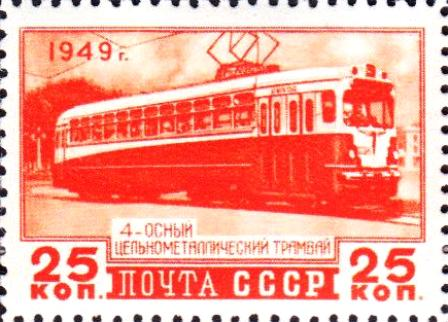
Znaczek pocztowy MTW-82

MTW-82 (ros. МТВ-82) – jednokierunkowy, czteroosiowy tramwaj produkcji radzieckiej.
Skrót MTW pochodzi od nazwy "Moskiewski Wagon Tramwajowy". Pierwszy prototyp był wyprodukowany w moskiewskiej wojskowej fabryce TMZ o numerze "82", w roku 1946 – stąd liczba "82" w nazwie modelu. Masowa produkcja rozpoczęła się w 1947, wraz z przeniesieniem do ryskich zakładów "Rīgas Vagonbūves Rūpnīca" RVR. Tramwaje tej marki kursowały w większości miast ZSRR w latach 1947–1983. Motorniczowie i mechanicy cenili ten wagon za prostotę, niezawodność i trwałość. Z czasem ten model został wyparty przez bardziej złożoną Tatrę produkcji czeskiej, bądź rodzimego KTM-5. Produkowane były do 1961, wraz z zastąpieniem już przestarzałego modelu nowym RWZ-6. W sumie wyprodukowano 2160 egzemplarzy. We wrześniu 2006 roku w Rosji zachowane zostały trzy oryginalne, niemodernizowane wagony MTW-82.